# Mattias Sunneborn
Gunnar Mattias Sunneborn (ur. 27 września 1970 w Fårösund) – szwedzki lekkoatleta, skoczek w dal.
Na Igrzyskach Olimpijskich w Atlancie w 1996 zajął 8. miejsce, w Sydney w 2000 odpadł w kwalifikacjach. 11 marca 1995 w Barcelonie zdobył srebrny medal halowych mistrzostw świata. Ustanowił wówczas swój halowy rekord życiowy (8,20 m), który przez 18 lat był halowym rekordem Szwecji (w 2013 wyrównał, a następnie poprawił go, Michel Tornéus). Do jego osiągnięć należy również tytuł halowego mistrza Europy (Sztokholm 1996). Wielokrotnie zdobywał (reprezentując Gotlandię) złote medale Island Games (w sprintach, skoku w dal, trójskoku oraz biegach płotkarskich). Dziewięciokrotnie był mistrzem Szwecji w skoku w dal na otwartym stadionie (1991, 1992, 1993, 1994, 1995, 1996, 1997, 2001, 2002) i siedmiokrotnie w hali (1991, 1992, 1993, 1994, 1995, 1998, 2002). Trzykrotnie zdobywał złote medale halowych mistrzostw Szwecji w biegu na 200 metrów (1995, 1999 oraz 2000). Mistrz kraju w biegach sztafetowych. Reprezentant Szwecji w meczach międzypaństwowych.
Jego rekord życiowy na otwartym stadionie (8,21 m) został ustanowiony 27 czerwca 1996 w Malmö. Do 2012 był to rekord Szwecji.